# David Hunt (kierowca wyścigowy)
David Hunt (ur. 20 maja 1960 roku w Belmont, zm. 11 października 2015 w Longbridge Deverill) – brytyjski kierowca wyścigowy, młodszy brat mistrza świata Formuły 1 z sezonu 1976 - Jamesa Hunta.

## Kariera
Hunt rozpoczął karierę w międzynarodowych wyścigach samochodowych w 1982 roku od startów w Formule Ford 1600 Esso oraz Brytyjskiej Formuły Ford 1600. Jednak w żadnej z tych serii nie zdobywał punktów. W późniejszych latach pojawiał się także w stawce Grand Prix Makau, Europejskiej Formuły 3, Brytyjskiej Formuły 3, Grand Prix Monako Formuły 3, Formuły 3000, World Sports-Prototype Championship oraz Brytyjskiej Formuły 3000.
W Formule 3000 Brytyjczyk wystartował w sześciu wyścigach sezonu 1988 z brytyjską ekipą Roger Cowman Racing. Nigdy nie zdobywał jednak punktów. Został sklasyfikowany na 24. miejscu w końcowej klasyfikacji kierowców.